# Article 120 de la Constitution belge
L'article 120 de la Constitution belge fait partie du titre III Des pouvoirs. Il traite des protections dont bénéficient les parlementaires des entités fédérées.
Cet article date du 5 mai 1993 et était à l'origine — sous l'ancienne numérotation — l'article 59 quater, § 6, alinéa premier.

## Le texte
« Tout membre d'un Parlement de communauté ou de région bénéficie des immunités prévues aux articles 58 et 59. »

## Les protections
Cet article permet d'appliquer aux élus fédérés le même régime d'immunité parlementaire que ceux du parlement fédéral. Les immunités en question sont la liberté totale de parole des représentants au sein des parlements ainsi que l'immunité pénale. Cette immunité peut cependant être levée avec l'accord du parlement en question.

## Application
L'article 42 de la loi spéciale de réformes institutionnelles du 8 août 1980 confirme cette protection en disposant que : « Aucun membre d'un Parlement ne peut être poursuivi ou recherché à l'occasion des opinions et votes émis par lui dans l'exercice de ses fonctions. ».